# Diocese de Porto Nacional

Província Eclesiástica de Palmas.

A Diocese de Porto Nacional (Dioecesis Portus Nationalis), é uma circunscrição eclesiástica da Igreja Católica Apostólica Romana na Brasil, criada no dia 20 de dezembro de 1915 pela bula Apostolatus Officium, do Papa Bento XV. É presidida por Dom José Moreira da Silva.

## História
Antes da fundação da diocese, a cultura, a Fé e a civilização da região foram bastante incrementadas com a chegada dos padres dominicanos, cujos primeiros missionários foram: Frei Gabriel, Frei Miguel e Frei Domingos, que ali chegando cuidaram da educação da mocidade e da edificação da Catedral de Nossa Senhora das Mercês.
A diocese foi criada a partir da Bula Apostolatus Officium, do Papa Bento XV, de 20 de dezembro de 1915, desmembrando da então Diocese de Goiás.
O primeiro Bispo foi Dom Domingos Carrerot, O.P., (1920-1923). O segundo foi Dom João Alano Maria du Noday, O.P. (1936 - 1976). Dom Alano teve um trabalho muito profícuo chegando a ordenar 25 padres para Diocese de Porto Nacional, coisa raríssima naquele tempo devido a demora, dificuldade e custos de formação sacerdotal. Ao completar 75 anos de idade, renunciou ao Bispado e poucos anos depois faleceu na Paróquia de Campos Belos- GO. Seus restos mortais repousam, na Catedral de Porto Nacional. O terceiro Bispo foi Dom Celso Pereira de Almeida. O mesmo assumiu como Bispo Auxiliar e Administrador apostólico “sede plena” antes da morte de Dom Alano. A partir de 5 de maio de 1976 assumiu como Sucessor, com plenos poderes de Ordinário.
A Diocese de Porto Nacional hoje abrange 32 Municípios (dos quais dois em Goiás: Campos Belos e Monte Alegre de Goiás), perfazendo um total de 41 Paróquias, 01 área pastoral (quase paróquia) localizada na cidade de Talismã (Tocantins), cujo padroeiro é São Sebastião e 01 Santuário Diocesano, cujo padroeiro é o Senhor do Bonfim, localizado no município de Natividade. É marcante a presença das Irmãs Religiosas de várias Congregações espalhadas pelas diversas cidades da Diocese, com destaque especial das Irmãs Dominicanas de Nossa Senhora do Rosário de Monteils, da Província Madre Anastasie que desempenham atividades pastorais em parceria com o Clero em prol do povo da Diocese.

## Santuário Diocesano
Maior e mais tradicional festa religiosa do estado de Tocantins, a devoção ao Senhor do Bonfim, levando todos os anos milhares de romeiros ao município de Natividade, localizado a 277 quilômetros de distância de Palmas, capital do estado.
A festa de Nosso Senhor do Bonfim acontece tradicionalmente na primeira quinzena de agosto, atraindo cerca de 60 mil fiéis vindos de diversas regiões, que costuma demonstrar a sua devoção caminhando grandes distâncias em procissão.
A tradição do Bonfim na região teve início em 1750, quando um vaqueiro encontrou a imagem religiosa na região do povoado do Bonfim, a 24 km da cidade de Natividade. Conta a tradição popular que ele a teria levado para a cidade e que, alguns dias depois, a imagem teria desaparecido dias depois e reaparecido misteriosamente no mesmo local onde foi encontrado.
Desde então, a devoção no Senhor do Bonfim foi se espalhando pela região, que na época fazia parte do estado de Goiás, até se tornar a maior e mais tradicional festa religiosa do novo estado de Tocantins.

## Administração
| #               | Nome                                                  | Período   | Notas                      |
| Bispos          | Bispos                                                | Bispos    | Bispos                     |
| --------------- | ----------------------------------------------------- | --------- | -------------------------- |
| 6º              | José Moreira da Silva                                 | 2022-     | atual                      |
| 5°              | Romualdo Matias Kujawski                              | 2009-2022 | Bispo emérito              |
| 4°              | Geraldo Vieira Gusmão                                 | 1997-2009 | Bispo emérito              |
| 3º              | Celso Pereira de Almeida, O.P.                        | 1976-1995 | Nomeado Bispo de Itumbiara |
| 2º              | Alain Marie Hubert Antoine Jean Roland du Noday, O.P. | 1936-1976 |                            |
| 1º              | Raymond Dominique Carrerot, O.P.                      | 1920-1933 |                            |
| Bispo-coadjutor |                                                       |           |                            |
|                 | Romualdo Matias Kujawski                              | 2008-2009 |                            |
|                 | Celso Pereira de Almeida, O.P.                        | 1975-1976 |                            |
| Bispo-auxiliar  |                                                       |           |                            |
|                 | Celso Pereira de Almeida, O.P.                        | 1972-1975 |                            |